# Sylvia (miasto)
Sylvia – miasto w Stanach Zjednoczonych, w stanie Kansas, w hrabstwie Reno.